# James Lilja
James Frederick Lilja, är en amerikansk gynekolog och musiker, som är mest känd för sin tid som trumslagare i punkrockbandet The Offspring. Lilja gick med i Manic Subsidal 1984 innan gruppen två år senare bytte namn till The Offspring. Under sin tid i The Offspring medverkade han bland annat på bandets första singel samt att han delvis skrev låten "Beheaded" som kom med på bandets debutalbum. Lilja lämnade The Offspring 1987 och ersattes av Ron Welty.
Lilja tog 1988 en examen i mikrobiologi innan han började studera medicin på University of Pittsburgh School of Medicine. Hans specialistkompetens är inom områdena gynekologi och obstetrik.

## Musikkarriär
Lilja gick med som trumslagare i Manic Subsidal 1984 och två år senare bytte gruppen namn till The Offspring. Han medverkade på en av bandets tidigaste demoutgivningar som går under namnet 6 Songs och även på The Offsprings första singel "I'll Be Waiting/Blackball". Under sin tid i The Offspring skrev Lilja delar av låten "Beheaded" som kom med på debutalbumet. Han lämnade bandet 1987 och Dexter Holland har sagt att det berodde på att Lilja var väldigt inställd på att studera medicin. Lilja själv har sagt att beslutet att lämna The Offspring grundade sig i mycket skolarbete, att livet kom emellan, att det var ett långt avstånd att ta sig till de andra bandmedlemmarna och att punkrocken började dö ut som musikgenre. Liljas plats som trumslagare i The Offspring fylldes av Ron Welty i juli 1987. Lilja återförenades med The Offspring den 5 augusti 2023 under en konsert i Mountain View, Kalifornien, där han medverkade som trumslagare under "Beheaded".
Lilja har sedan dess medverkat i banden Oral Groove, 11x och Bunko.

## Utbildning och yrkeskarriär
Lilja utbildade sig på University of California, Los Angeles mellan 1984 och 1988 och där tog han en examen i mikrobiologi. Mellan 1989 och 1993 studerade han medicin på University of Pittsburgh School of Medicine. Lilja arbetade sedan för University of Texas Health Science Center at Houston och University of Michigan Health System. Av American Board of Obstetrics and Gynecology certifierades han både 2001 och 2003 inom gynekologi och obstetrik. Han har även arbetat för Bay Area Gynecology Oncology och Verthermia.
I mars 2018, under tiden Lilja stod anklagad för medicinsk vanvård, räddade han livet på en potentiell jurymedlem som fick hjärtstillestånd under valet av jurymedlemmar. Domaren valde att skjuta upp målet för att inte de övriga jurymedlemmarna skulle vara jäviga efter att ha sett Lilja rädda ett liv. Åtalet nådde en skiljedom och lades ned.

## Privatliv
Utöver sitt engelska modersmål talar Lilja även spanska.